# Anelosimus eximius
Anelosimus eximius là một loài nhện trong họ Theridiidae.
Loài này thuộc chi Anelosimus. Anelosimus eximius được Eugen von Keyserling miêu tả năm 1884.
Nhện Anelosimus eximius là một loài hiếm trong thế giới các loài nhện vì chúng sống theo cộng đồng và thường cư trú trên cây vào ban ngày. Cuối buổi chiều và đầu buổi tối là thời điểm chúng dệt một hệ thống mạng nhện khổng lồ để đánh bẫy côn trùng. Mỗi đàn nhện có thể lên tới hơn 50.000 cá thể. Các con cái thường có số lượng vượt xa con đực, theo tỉ lệ 10:1